# Dąbrówka (gmina Sienno)
Dąbrówka – wieś sołecka w Polsce położona w województwie mazowieckim, w powiecie lipskim, w gminie Sienno.
Wierni Kościoła rzymskokatolickiego należą do parafii św. Antoniego w Sarnówku.
| SIMC    | Nazwa       | Rodzaj    |
| ------- | ----------- | --------- |
| 0636270 | Aleksandrów | część wsi |
| 0636287 | Górki       | część wsi |

W latach 1975–1998 miejscowość należała administracyjnie do województwa radomskiego.
Od 1999 roku na terenie Dąbrówki (w Aleksandrowie) znajduje się najdalej na południe wysunięta miejscowość województwa mazowieckiego.